# مايك هوارد
مايك هوارد (بالإنجليزية: Mike Howard)‏ هو لاعب كرة قاعدة أمريكي، ولد في 2 أبريل 1958 في سياتل في الولايات المتحدة.

## وصلات خارجية
- مايك هوارد على موقعبيزبول رفرنس.كوم (الدوري الرئيسي) (الإنجليزية)
- مايك هوارد على موقعبيزبول رفرنس.كوم (الدوري الثانوي) (الإنجليزية)